# Incident du Panjdeh
Conquête russe du Turkestan et « Grand Jeu »
L'incident du Panjdeh, en anglais : Panjdeh Incident ou Panjdeh Scare, en russe : Афганский кризис (crise afghane) ou Бой за Кушку (bataille de Kouchka), est une échauffourée au printemps 1885 entre troupes russes et afghanes (dont le pays était sous contrôle britannique) autour de l'oasis de Panjdeh (désormais Tagtabazar), au sud de l'Oxus (dans la province de Mary au sud du Turkménistan actuel). L'incident entraîna un conflit diplomatique entre la Russie et le Royaume-Uni dans le cadre du « Grand Jeu ».

## Contexte
Après la bataille de Geok Tepe en janvier 1881 et l'annexion de Merv en mars 1884, la Russie détient la majeure partie de ce qui est aujourd'hui le Turkménistan. Au sud de Merv, vers Hérat en Afghanistan, la frontière n'est pas clairement définie. Les Britanniques sont inquiets car la ligne Merv-Herat-Kandahar-Quetta est une voie d'invasion naturelle vers l'Inde. Les Russes ont commencé à construire le chemin de fer Transcaspien qui leur permettra d'acheminer des hommes et des fournitures à Merv et au-delà.
La majeure partie du Turkménistan est désertique mais l'irrigation fait vivre une population assez dense sur le versant nord du Kopet-Dag (Geok Tepe et Ashgabat). À l'est de celui-ci se trouvent les oasis de Tejend et Merv, l'une des grandes villes d'Asie centrale. Tejend était beaucoup plus petite et au sud de Tejend et de Merv se trouve une région herbeuse parfois appelée Badghis qui est délimitée par la rivière Hari Rûd à l'ouest et la rivière Murghab à l'est. L'Hari Rûd coule vers le nord le long de la frontière iranienne actuelle, entre au Turkménistan et s'étend en formant l'oasis de Tejend avant de s'assécher dans le désert. Le Murghab coule vers le nord à travers ce qui est aujourd'hui l'Afghanistan et le Turkménistan, atteint Ýolöten et s'étend, formant l'oasis de Merv. Là où le Murghab traverse la frontière actuelle, il existait la zone irriguée de Panjdeh (cinq villages). Badghis avait une largeur d'environ 160 km et une longueur de 121 à 241 km du nord au sud, selon l'endroit où les frontières sont fixées. Au sud de Badghis se trouve l'importante ville afghane et le fort frontalier de Hérat.
À l'époque de l'incident de Panjdeh, il était généralement admis que la frontière nord de l'Afghanistan partait de la frontière perse à Serakhs et s'étendait sur environ 430 km vers l'est-nord-est pour rejoindre l'Oxus à Khoja Sale, un ancien nom pour le point où l'Oxus quitte maintenant l'Afghanistan. Cette frontière n'a jamais été correctement définie.

## Mise en place
En 1882, la Grande-Bretagne et la Russie entament des discussions sur la frontière afghane. Au cours de l'été 1884, ils conviennent de former une Commission des frontières afghanes, dont les commissaires sont les généraux Zelenoi et Sir Peter Lumsden. Ils devaient se réunir à Serakhs en octobre, mais leur rencontre a été retardée. Les Russes tentent de repousser la frontière aussi loin que possible vers le sud avant qu'elle ne soit fixée. Le général Komarov, gouverneur de l'Oblast de Transcaspienne, se rend au sud de Serakhs et expulse une garnison perse sur la rive est de l'Hari Rûd. Les Russes occupent Pul-i-Khatun à 40 mi (64 km) au sud en territoire afghan. Plus tard, ils ont occupé le col ou le canyon de Zulfikar et un endroit appelé Ak Robat à environ 80 km à l'est. À l'est, les Turkmènes Sarik de Yoloten se sont soumis en mai 1884, mais leurs parents de Panjdeh ont refusé, affirmant qu'ils étaient des sujets de l'émir de Kaboul. Les Afghans envoyèrent des troupes à Bala Murghab et en juin commencèrent à construire un fort à l'extrémité nord de Panjdeh, à l'embouchure de la rivière Kouchk, qu'ils appelèrent Ak-Tepe (colline blanche ; probablement l'ancien fort visible de l'espace à 36° 02′ 14″ N, 62° 44′ 54″ E). Les Russes pensaient que les Afghans avaient fait cela avec la complicité des Britanniques, mais les Afghans et les Britanniques affirmaient que les habitants de Panjdeh avaient toujours payé un tribut aux Afghans ou à ceux qui contrôlaient Hérat. Les Russes affirment que Panjdeh n'a jamais eu de garnison et que ses habitants font partie d'une tribu qui s'est soumise à la Russie. Le 8 novembre, Lumsden arrive à Serakhs avec 250 Cipayes et 200 Bengal Lancers, après avoir traversé un pays peu connu du Baloutchistan. Komarov évite de le rencontrer, affirmant qu'il est "occupé par d'autres affaires". A la mi-novembre, Komarov a fait un mouvement vers le Murghab en direction de Panjdeh et plus de troupes afghanes ont été déplacées pour le contrer. Les Russes ont construit un poste avancé à Sanduk Kuchan (Sandykgachy ?) sur le Murghab. Alikhanov est allé parlementer avec le commandant d'Ak Tepe mais a été chassé avec des menaces. Les Afghans ont envoyé un détachement pour occuper Sary Yazy à 16 km au sud de l'avant-poste russe.

## Attaque russe
Pendant quelques mois, il y a eu une accalmie, puis en février 1885, les Russes ont occupé un poste à 4,8 km au sud de Sary Yazy. Lumsden conseille aux Afghans de se retirer plus au sud. La Russie construit ensuite un fort à Kazyl Tepe (Colline rouge) à environ 3,2 km au sud d'Ak Tepe et à un 1,6 km au sud de Pul-i-Khishty (Pont de briques) sur la rivière Kushk. Le 25 mars, Komarov arrive à Kazyl Tepe avec 1 500 hommes et deux jours plus tard, ils avancent, essayant apparemment de provoquer les Afghans pour qu'ils tirent les premiers. Le capitaine Charles Yate était le plus haut gradé britannique présent, avec seulement deux autres Européens, et ils ont vainement tenté de désamorcer la situation en parlant aux officiers russes. Le 30 mars 1885, les Russes ont capturé Ak Tepe avec une perte déclarée de 900 Afghans et 11 Russes. La nouvelle est parvenue en Angleterre le 7 avril et les préparatifs de guerre ont commencé. Le 27 avril, William Ewart Gladstone demande aux Communes un crédit de 11 millions de livres sterling (4,5 millions pour le Soudan et le reste pour la Russie). Alexandre III de Russie propose un arbitrage et des négociations, ce que les Britanniques acceptent. La crise est en partie évitée grâce à la sagesse d'Abdur Rahman Khan, l'émir d'Afghanistan, qui se trouve alors à Rawalpindi pour discuter avec les Britanniques. N'ayant aucune envie de voir deux armées étrangères se battre dans son pays, lorsqu'on lui parle de Panjdeh, il feint d'y voir une simple escarmouche frontalière. Au milieu de l'été, Lord Salisbury a remplacé Gladstone, ce qui a peut-être rendu les menaces britanniques plus crédibles. Le 10 septembre, il est à peu près convenu que la Russie conservera Panjdeh, renoncera à Zulfikar et que la frontière sera approximativement là où elle se trouve actuellement. Les commissaires aux frontières ont commencé à Zulfikar le 10 novembre, ont atteint le Murghab à Noël et ont pris leurs quartiers d'hiver. En 1886, la ligne était tracée du Murghab à l'Oxus. Quelques problèmes mineurs durent être résolus par les diplomates et le protocole final fut signé le 22 juillet 1887. La Perse conserve en quelque sorte le pays Atak au nord-ouest de Serakhs dans lequel les patrouilles russes avaient pénétré.

## Conséquences
La Grande-Bretagne n'a pas aidé l'Afghanistan, en violation du traité de Gandamak. Cela a conduit l'émir à penser qu'il ne pouvait pas compter sur les Britanniques face à l'agression russe. Les tensions entre la Russie et la Grande-Bretagne se sont apaisées lorsque le ministre russe des Affaires étrangères, Nikolay Girs, et l'ambassadeur à Londres, Baron de Staal, ont conclu un accord en 1887 établissant une zone tampon en Asie centrale. La diplomatie russe a ainsi obtenu l'acceptation à contrecœur de son expansionnisme par les Britanniques. En 1890, la Russie a fondé Kouchka (Serhetabat) à l'extrémité sud du nouveau territoire et, en 1901, l'a reliée par voie ferrée à Merv. Kouchka est restée la colonie la plus méridionale de l'Empire russe et de l'Union soviétique. Le traité d'amitié afghan-soviétique de 1921 est le premier accord international conclu par l'Union soviétique. Bien que "les Soviétiques aient accepté de restituer à l'Afghanistan, sous réserve de plébiscites, les territoires de la région de Panjdeh cédés sous la contrainte par l'Afghanistan à la Russie ou à Boukhara au XIXe siècle", cela n'a pas été fait.

## Source
- (en) Cet article est partiellement ou en totalité issu de l’article de Wikipédia en anglais intitulé « Panjdeh incident » (voir la liste des auteurs).